# بيرانشهر
پیرانشهر (بالكردية: پیرانشار، Pîranşar‏) هي مدينة في شمال غرب إيران. يقدر عدد سكانها 57,692 نسمة (2006). تقع المدينة جنوب بحيرة أرومية، في وادٍ ضيق، على ارتفاع 1300 فوق مستوى سطح البحر، في محافظة غرب أذربيجان.

## المناخ
يظهر الجدول التالي التغييرات المناخية على مدار السنة لبيرانشهر:
| البيانات المناخية لـبيرانشهر      | البيانات المناخية لـبيرانشهر | البيانات المناخية لـبيرانشهر | البيانات المناخية لـبيرانشهر | البيانات المناخية لـبيرانشهر | البيانات المناخية لـبيرانشهر | البيانات المناخية لـبيرانشهر | البيانات المناخية لـبيرانشهر | البيانات المناخية لـبيرانشهر | البيانات المناخية لـبيرانشهر | البيانات المناخية لـبيرانشهر | البيانات المناخية لـبيرانشهر | البيانات المناخية لـبيرانشهر | البيانات المناخية لـبيرانشهر |
| الشهر                             | يناير                        | فبراير                       | مارس                         | أبريل                        | مايو                         | يونيو                        | يوليو                        | أغسطس                        | سبتمبر                       | أكتوبر                       | نوفمبر                       | ديسمبر                       | المعدل السنوي                |
| --------------------------------- | ---------------------------- | ---------------------------- | ---------------------------- | ---------------------------- | ---------------------------- | ---------------------------- | ---------------------------- | ---------------------------- | ---------------------------- | ---------------------------- | ---------------------------- | ---------------------------- | ---------------------------- |
| الدرجة القصوى °م (°ف)             | 24.0 (75.2)                  | 26.0 (78.8)                  | 31.0 (87.8)                  | 33.0 (91.4)                  | 41.0 (105.8)                 | 43.0 (109.4)                 | 47.0 (116.6)                 | 46.0 (114.8)                 | 43.0 (109.4)                 | 37.0 (98.6)                  | 30.0 (86.0)                  | 24.0 (75.2)                  | 47.0 (116.6)                 |
| متوسط درجة الحرارة الكبرى °م (°ف) | 10.9 (51.6)                  | 13.3 (55.9)                  | 17.5 (63.5)                  | 22.6 (72.7)                  | 28.9 (84.0)                  | 36.0 (96.8)                  | 39.5 (103.1)                 | 39.1 (102.4)                 | 35.0 (95.0)                  | 27.7 (81.9)                  | 19.7 (67.5)                  | 13.1 (55.6)                  | 25.3 (77.5)                  |
| المتوسط اليومي °م (°ف)            | 5.0 (41.0)                   | 7.1 (44.8)                   | 11.0 (51.8)                  | 15.7 (60.3)                  | 21.2 (70.2)                  | 27.0 (80.6)                  | 30.8 (87.4)                  | 29.8 (85.6)                  | 25.3 (77.5)                  | 19.1 (66.4)                  | 12.3 (54.1)                  | 6.9 (44.4)                   | 17.6 (63.7)                  |
| متوسط درجة الحرارة الصغرى °م (°ف) | 0.1 (32.2)                   | 1.4 (34.5)                   | 4.6 (40.3)                   | 8.3 (46.9)                   | 11.9 (53.4)                  | 15.4 (59.7)                  | 19.5 (67.1)                  | 18.7 (65.7)                  | 14.1 (57.4)                  | 10.0 (50.0)                  | 5.5 (41.9)                   | 1.8 (35.2)                   | 9.3 (48.7)                   |
| أدنى درجة حرارة °م (°ف)           | −14.6 (5.7)                  | −11.0 (12.2)                 | −11 (12)                     | −2.0 (28.4)                  | −1.8 (28.8)                  | 7.0 (44.6)                   | 9.2 (48.6)                   | 8.0 (46.4)                   | 4.6 (40.3)                   | −1.4 (29.5)                  | −7.8 (18.0)                  | −8.6 (16.5)                  | −14.6 (5.7)                  |
| الهطول مم (إنش)                   | 86.0 (3.39)                  | 73.1 (2.88)                  | 82.5 (3.25)                  | 71.6 (2.82)                  | 36.5 (1.44)                  | 0.3 (0.01)                   | 0.1 (0.00)                   | 0.2 (0.01)                   | 1.2 (0.05)                   | 23.5 (0.93)                  | 54.3 (2.14)                  | 83.6 (3.29)                  | 512.9 (20.19)                |
| متوسط الأيام الممطرة              | 11.9                         | 10.7                         | 12.9                         | 11.0                         | 6.2                          | 0.4                          | 0.3                          | 0.2                          | 0.4                          | 4.8                          | 7.6                          | 10.1                         | 76.5                         |
| متوسط الأيام المثلجة              | 2.6                          | 1.5                          | 0.7                          | 0                            | 0                            | 0                            | 0                            | 0                            | 0                            | 0                            | 0.1                          | 0.9                          | 5.8                          |
| متوسط الرطوبة النسبية (%)         | 69                           | 64                           | 58                           | 54                           | 43                           | 28                           | 24                           | 25                           | 28                           | 39                           | 55                           | 66                           | 46.1                         |
| ساعات سطوع الشمس الشهرية          | 163.4                        | 170.8                        | 187.2                        | 206.0                        | 264.2                        | 340.4                        | 347.2                        | 330.1                        | 302.7                        | 257.3                        | 191.4                        | 160.5                        | 2٬921٫2                      |
| المصدر: NOAA (1961-1990)          |                              |                              |                              |                              |                              |                              |                              |                              |                              |                              |                              |                              |                              |